# کیم کی بوم
کیم کی بوم (کره‌ای: 김기범؛ زادهٔ ۲۱ اوت ۱۹۸۷) بازیگر و خواننده اهل کره جنوبی است. او یکی از اعضای گروه سوپر جونیور بود. پس از انتشار سومین آلبوم گروه، کیم اعلام کرد که فعالیت‌های گروهی را ترک می‌کند تا به بازیگری بپردازد. در سال ۲۰۱۵، کیم اعلام کرد که قراردادش با اس‌ام انترتینمنت به پایان رسیده و از گروه جدا شده‌است. کیم حرفه بازیگری را در سال ۲۰۰۴ و با مجموعه تلویزیونی بوسه آوریل آغاز کرد.